# Marc Grodwohl
Marc Grodwohl, né le 13 août 1952 à Mulhouse, est un maçon et anthropologue français. Il est connu pour avoir créé et dirigé l'Écomusée d'Alsace.

## Biographie
Marc Grodwohl, maçon de formation, il étudie l'archéologie médiévale et participe à de nombreux chantiers de fouilles. Passionné de patrimoine, il crée l'association Maisons paysannes d'Alsace en 1971 et sauve des maisons traditionnelles du Sundgau . En 1980, il débute la réalisation de l'Ecomusée d'Alsace, à 12 km de Mulhouse.
En 2003 son savoir-faire intéresse la province de Guilan (Iran), qui le sollicite pour y créer un écomusée.
En 2006, face au projet de fusion entre l'Écomusée et le Bioscope, Marc Grodwohl démissionne de ses fonctions. Il estime que la vocation culturelle et l'autonomie de l'écomusée est compromise.

## Décorations
- Chevalier de l’Ordre des Arts et Lettres

- Chevalier de l’Ordre national du Mérite[5]